# La revolución islámica en Occidente
La Revolución islámica en Occidente es un ensayo histórico del historiador español Ignacio Olagüe donde en lugar de la clásica historia de invasión musulmana de la península ibérica en el siglo VIII propone la idea de «revolución islámica», que sería el resultado de una larga evolución desde la llegada del arrianismo a la Península en el siglo IV.

## Historia editorial
En 1966, Ignacio Olagüe entregó el manuscrito a Fernand Braudel, quien a su vez se lo remitió a Jean Baert que publicó una versión reducida en francés del libro en 1969 en París, con el título de Les arabes n'ont pas envahi l'Espagne. Esta versión gozó de gran éxito en Francia. La versión completa del libro no sería publicada en España hasta 1974, ya con el título escogido por Olagüe.
Las razones de su éxito en España deben mucho a que fue favorablemente recibida por los conversos españoles al islam -en 1975 se crea el primer núcleo morabitún en España, en el que está Mansur Escudero, fundador de la Junta Islámica-. Olagüe pretendía con este texto, demostrar que España nunca fue sometida por un pueblo semita, aunque su obra fue utilizada posteriormente por el nacionalismo andaluz para desacreditar el relato de la reconquista.
Fue reeditado en 2004, por la Editorial Plurabelle, con ayuda de la Junta de Andalucía.

## Estructura
El libro, en su versión completa, consta de un prólogo, tres partes (El problema histórico, La revolución islámica y El arte andaluz), un epílogo y unos apéndices. Procede en éstos al análisis de las fuentes documentales.

## Argumento
Ignacio Olagüe niega que se produjera una invasión musulmana de la península ibérica en el siglo VIII, debido a la escasa población árabe y la pobreza de sus medios logísticos, que no le permitirían realizar grandes operaciones militares, ya sea a través del mar o del desierto, y, aún menos, derrotar a tantos pueblos en tan poco tiempo.
Para explicar la Alta Edad Media española, Ignacio Olagüe propone que el arrianismo y, en menor medida, el paganismo o el gnosticismo, no desaparecieron de España con la conversión del rey visigodo Recaredo. Era también frecuente la poligamia, no sólo entre los judíos. En el siglo VIII, lo que habría tenido lugar es el fracaso del Estado visigodo, seguido por una guerra civil entre dos bandos irreductibles: los partidarios de Rodrigo, a los que hace defensores del catolicismo (cristianismo trinitario), y los partidarios de los hijos de Witiza, adscritos al arrianismo (cristianismo unitario), con la intervención de caudillos provinciales, rebeldes al poder central. Este período de caos habría coincidido con un aumento de aridez provocado por el mismo cambio climático que había ido desecando el Sahara desde hace milenios. Como resultado de todo ello, tuvieron lugar varias crisis de subsistencia en la Península durante los siglos VII y VIII.
De acuerdo con su teoría, habría sido un guerrero visigodo, por más señas pelirrojo y de ojos azules, quien, tras apoderarse de Córdoba en el 755, sometería la mayor parte de la Península antes de morir en el 788. Los cronistas árabes posteriores lo denominaron Abd Al Ramán y le atribuyeron la condición de Omeya. En el siglo IX, debido a las relaciones comerciales con el Mediterráneo oriental, la política pro-islámica de Abd Al Ramán II, la difusión de literatura y la predicación de propagandistas árabes, se fue produciendo un lento fenómeno de arabización (sustitución del latín y los idiomas romances por el árabe e invención de ascendencias árabes con cambio de apellidos) en ciertas élites urbanas, seguido de una fusión de estas influencias islámicas con el arrianismo. Estas habrían penetrado desde el Levante (el puerto de Almería era el más importante del Mediterráneo Occidental en la Alta Edad Media) y no desde el Estrecho de Gibraltar, difundiéndose luego por el sur y el noroeste.
El momento de aparición de las primeras manifestaciones externas del islam se fecharía en torno a 856, pues es entonces cuando se habría tenido constancia de que Eulogio (posteriormente San Eulogio de Córdoba) y Álvaro (San Álvaro de Córdoba), apologetas mozárabes (católicos) de Córdoba, que hasta entonces habían centrado sus críticas en los arrianos o los acéfalos, pasan a escandalizarse con las llamadas a la oración de los almuédanos. Según Olagüe, hasta los años 850–851, éstos y Juan de Sevilla habrían ignorado la existencia del mismo Mahoma.[cita requerida]
Esta fusión del islam con el arrianismo daría lugar hacia el siglo X a la cultura arábigo-andaluza, un mahometanismo de tinte liberal que alcanzaría su cénit en los siglos XI y XII, antes entrar en decadencia por culpa del dogmatismo introducido por la invasión almorávide.

## Críticas
Las hipótesis de Olagüe no cuentan con apoyo significativo en la historiografía actual. Ya en 1974, Pierre Guichard señalaba la paradoja de negar la conquista árabe y afirmar la «orientalización». Aunque el libro es citado abundantemente por historiadores que reconocen algunas de sus aportaciones, pero no el conjunto de su teoría. Es el caso de Thomas F. Glick en Cristianos y musulmanes en la España medieval (1991).
En 2006, Emilio Ferrín, director del Departamento de Filologías Integradas en la Universidad de Sevilla, publicó Historia General de Al Andalus, con las mismas conclusiones que Olagüe.
La arabista Maribel Fierro, profesora de investigación en el Instituto de Filología, CSIC, ha señalado el perfil ideológico de Olagüe, vinculado a los orígenes del fascismo en España. Atañe a la polémica historiográfica toda vez que la agenda política de Olagüe parece haber influido fuertemente en el desarrollo de sus teorías. La misma especialista criticó estas ideas desde el punto de vista historiográfico en una conferencia del año 2008.
Para el historiador Eduardo Manzano Moreno:

Lo más sorprendente de la tesis de Olagüe no es lo descabellada y disparatada que resulta. Teorías históricas absurdas y peregrinas producidas por aficionados, publicistas o, incluso, historiadores académicos se cuentan por decenas o centenares. Normalmente, suelen ser olvidadas con la misma rapidez con la que provocan un cierto revuelo inicial. En cambio, la idea de que los musulmanes no invadieron realmente Hispania, aunque no despertó excesivo eco en su momento, parece estar recibiendo en los últimos tiempos una renovada atención. A ello ha contribuido en parte su difusión y discusión en ciertos de foros de Internet, donde es bien conocida la preferencia que algunos de sus cultivadores manifiestan por todo cuanto tenga que ver tanto con teorías conspirativas, como con aquello que ponga en cuestión el conocimiento adquirido.

En 2014 Alejandro García Sanjuán publica una crítica extensa de las tesis de Olagüe sobre la conquista musulmana. En dicha obra se analiza la manipulación del período musulmán de la península ibérica a través de una corriente negacionista, que pretende desvincular el origen de al-Ándalus de la conquista y representa, según el autor, un "fraude historiográfico ejecutado sobre la manipulación, en unos casos, y el soslayo, en otros, de los testimonios históricos".